# Notaio della corona
Notaio della corona è, negli stati monarchici, il titolo del dignitario che ha il compito di attestare la sottoscrizione da parte del sovrano degli atti pubblici e privati e di testimoniarne la validità in forma solenne.

## Nel mondo

### Italia
Il re di Sardegna Carlo Emanuele III detto il Laborioso, sovrano dal 1730 al 1773, stabilì che fosse Notaio della corona, per gli atti che riguardavano la famiglia reale, il Primo Segretario di Stato per gli affari esteri  mentre per tutti gli altri atti lo fosse il Primo Segretario di Stato per gli affari interni.
Il compito poi passò al Ministro degli affari esteri e in seguito a quello dell'interno, e infine al Presidente del Consiglio dei ministri, mentre il compito di Ufficiale di stato civile per la famiglia reale spettò sempre al Presidente del Senato, assistito dal Notaio della corona.
Tale regime venne mantenuto anche durante il ventennio fascista, con Benito Mussolini che nelle occasioni in cui fungeva da Notaio della corona indossava la tradizionale divisa con marsina e feluca.
Con la luogotenenza il Re iniziò ad usare per gli atti privati un notaio libero professionista. Quando poi il 9 maggio 1946 Vittorio Emanuele III abdicò, non fece controfirmare il proprio atto dal Presidente del consiglio, che era Alcide De Gasperi, ma dallo stesso notaio.